# Pierre Amine Gemayel

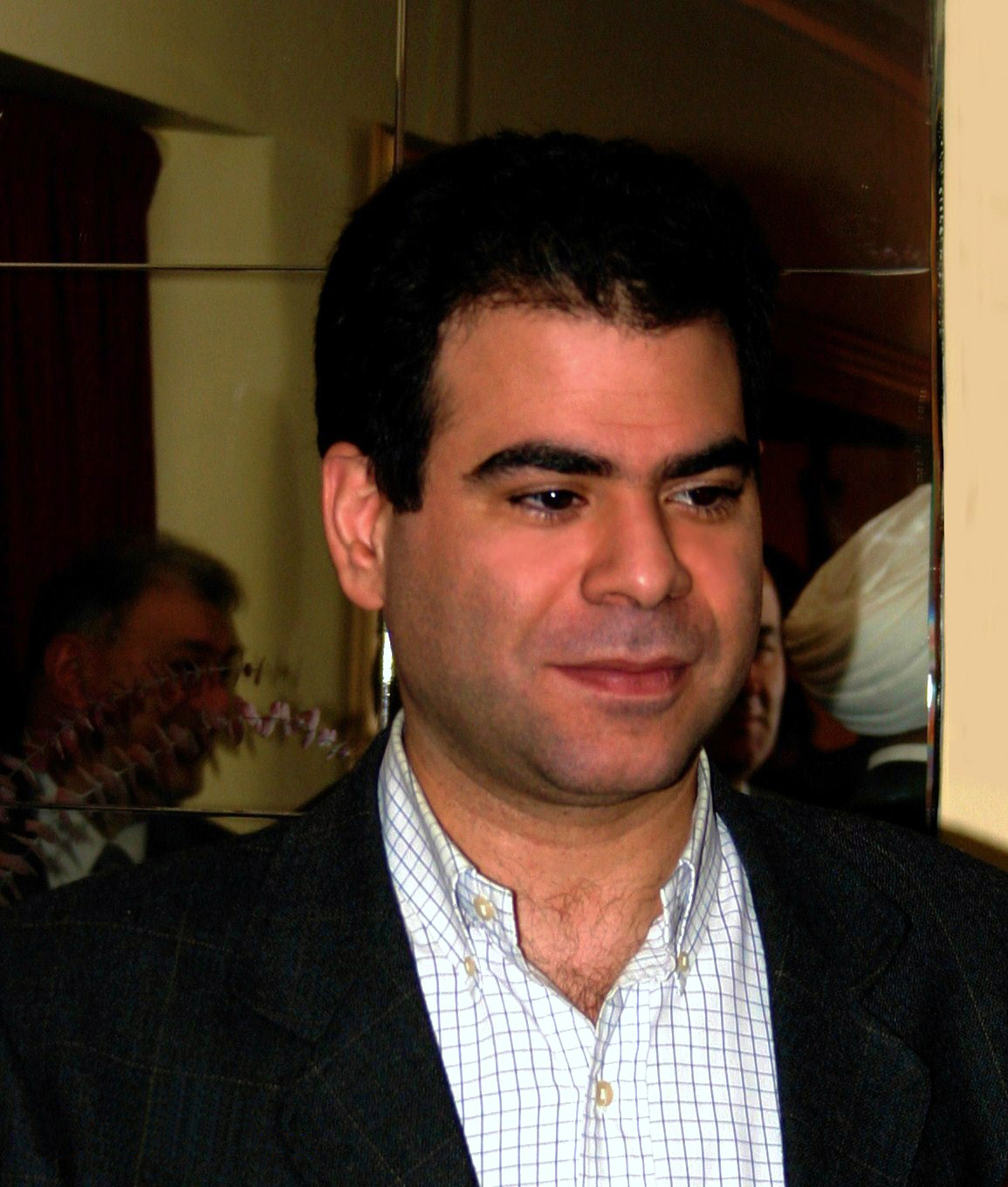
Pierre Amine Gemayel, september 2005.

Pierre Amine Gemayel (arabiska بيار أمين الجميل), född 24 september 1972 i Beirut, död 21 november 2006 i Beirut, var en libanesisk politiker och industriminister för Falangistpartiet. Han var son till den tidigare presidenten Amin Gemayel, brorson till den mördade politikern Bashir Gemayel och sonson till Falangistpartiets grundare, Pierre Gemayel. Han tillhörde en av Libanons mest inflytelserika politikerfamiljer. Pierre Amine Gemayel var medlem av maronitiska kyrkan, öppet Syrienkritisk och engagerad i Cederrevolutionen efter mordet på den förre premiärministern Rafiq Hariri. Han var gift med Patricia Daif.

## Mordet
Den 21 november 2006 besköts Gemayels fordonskolonn när den passerade genom Sin el-Fil, ett kristet område i Beirut. Gemayels bil, en hyrd Kia, rammades och attentatsmännen gick fram och öppnade eld på kort avstånd. Gemayel avled senare samma dag på sjukhus. Även hans livvakt dödades.
Många beskyllde Syrien för att ligga bakom mordet. Saad Hariri, ledare för den antisyriska 14 mars-alliansen som dominerar Libanons regering, sade att "Syriens hand" finns bakom mordet. Saad Hariri är son till Rafiq Hariri, vars mord 2005 också skylldes på Syrien. Syrien har förnekat inblandning i båda morden. 
Efter mordet utlystes tre dagars landssorg. Begravningen hölls den 23 november och blev en manifestation mot Syrien, den syrienvänlige presidenten Émile Lahoud och mot Hizbollah. Gemayel var den sjätte syrienkritiske personen som mördats de senaste två åren.